# Vorratsgrube

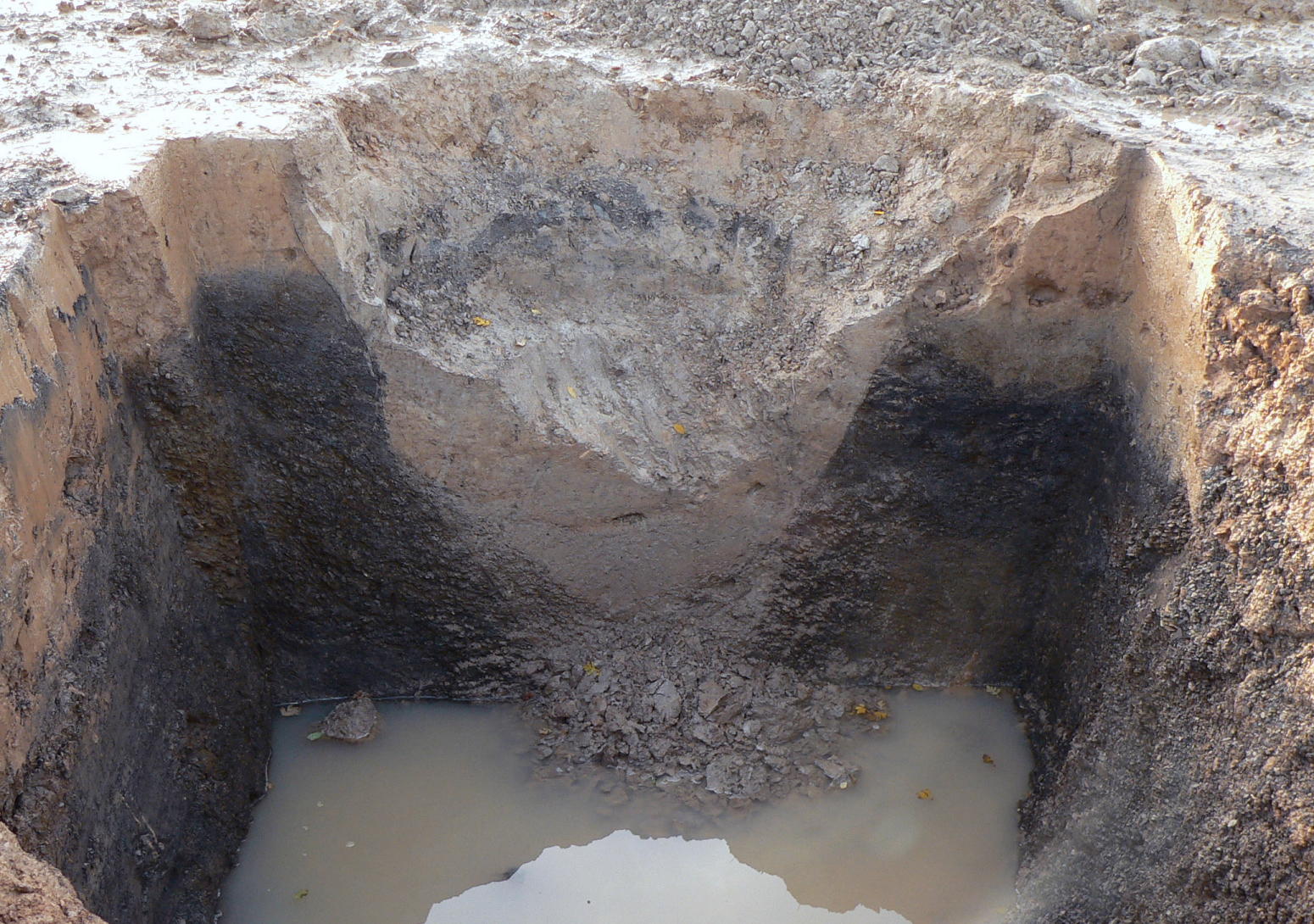
Freigelegte Vorratsgrube aus der Eisenzeit

Vorratsgrube (Erdmiete, Erdsilo oder Kegelstumpfgrube) bezeichnet eine Erdgrube, die eigens für die Vorratslagerung von landwirtschaftlichen Erzeugnissen, meist Getreide angelegt wurde. Prähistorische und mittelalterliche Vorratsgruben sind zugleich eine archäologische Quellengattung.
Historische und prähistorische Vorratsgruben bestehen meist aus einer beutel- oder kugelförmigen Grube im Boden, deren Wände geglättet oder mit Lehm ausgekleidet sind. Die Gruben werden randhoch mit Getreide befüllt, das jedoch einen Feuchtigkeitsgehalt von weniger als 14,3 % aufweisen muss, und mit Lehm oder Erde luftdicht verschlossen. Die auf dem Getreide sitzenden Bakterien und Hefen setzten Faul- und Gärprozesse in Gang, bei denen größere Mengen Kohlendioxid freigesetzt werden. Die Konzentration des Kohlendioxids in der dicht verschlossenen Grube stieg dabei so lange stetig an, bis die Mikroorganismen durch das Gas inaktiv oder abgetötet werden und den biologischen Abbau der Vorräte auf ein Minimum reduzieren. Die Vorräte sind unter dieser Schutzatmosphäre über einen langen Zeitraum lagerfähig. Unter günstigen Umständen bildet sich lediglich auf der obersten Schicht des Lagergutes, im Bereich der Grubenöffnung, eine dünne Schicht angefaulten Getreides, welche für die Ernährung nicht mehr brauchbar ist. Für den Zugriff auf die Vorräte wird der Verschluss geöffnet, das verfaulte Getreide abgetragen und die nutzbaren Vorräte komplett entnommen. Die Vorratsgruben sind wiederverwendbar.
Unbrauchbar gewordene Vorratsgruben sollen als Abfallgrube genutzt und mit Unrat und Abfall verfüllt worden sein, allerdings gibt es für vorzeitliche Abfallwirtschaft keine Belege. Für die Archäologie sind Gruben wertvolle Fundstellen, die zum Beispiel über Knochen von Haus- oder Wildtieren auf Ernährungsgewohnheiten und über Keramik auf die Zeitstellung schließen lassen.